# Замок Фарли-Хангерфорд
Замок Фарли-Хангерфорд (англ. Farleigh Hungerford Castle), или просто замок Фарли — средневековое фортификационное сооружение в деревне Фарли-Хангерфорд, Сомерсет, Англия. Является туристической достопримечательностью и открыт для публики.

## История
Замок строился в два этапа: внутренний двор был построен между 1377 и 1383 годами сэром Томасом Хангерфордом, который нажил состояние будучи стюардом Джона Гонта. Четырёхугольный замок, в то время уже немного старомодный, выстроили на месте существующей усадьбы с видом на реку Фром. Он был окружён оленьим парком, для создания которого была снесена целая деревня. Сын сэра Томаса, сэр Уолтер Хангерфорд, рыцарь и главный сподвижник Генриха V, разбогател во время Столетней войны с Францией и расширил замок, выстроив дополнительный внешний двор, окружив при этом приходскую церковь. К моменту смерти Уолтера в 1449 году это был обширный замок с богатой обстановкой, а часовню украшали фрески.

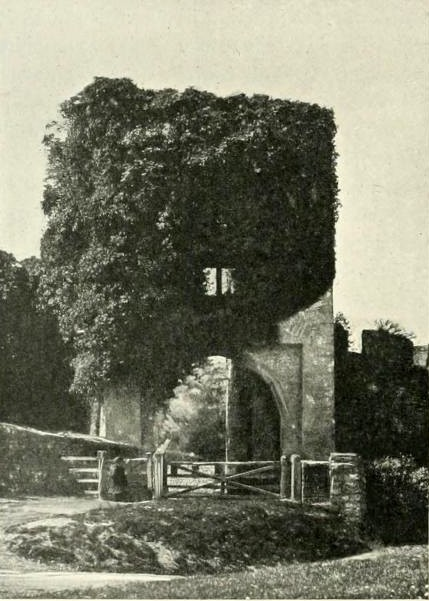
Увитый плющом восточный торхаус, фото до реставрации в XX веке.

В течение следующих двух столетий замок оставался во владении Хангерфордов, за исключением периодов во время Войны Алой и Белой розы, когда замок конфисковывался короной после казни 3-го барона Хангерфорда и его сына. Когда в 1642 году в Англии началась гражданская война, замок, перестроенный по моде эпохи Тюдоров и Стюартов, принадлежал сэру Эдварду Хангерфорду. Сэр Эдвард поддержал парламент, став лидером круглоголовых в Уилтшире. Фарли-Хангерфорд был захвачен роялистами в 1643 году, но ближе к концу конфликта в 1645 году силы парламента заняли замок без боя. Таким образом он избежал уничтожения после войны, в отличие от многих других замков на юго-западе Англии.
Племянник сэра Эдварда, также Эдвард Хангерфорд, унаследовавший его в 1657 году, был последним членом семьи Хангерфордов, владевшим замком: пристрастие к азартным играм и расточительность вынудили его продать собственность в 1686 году. К XVIII веку его владельцы больше не жили в замке, который постепенно приходил в негодность. В 1730 году его приобрело семейство Холтонов, суконщики из Троубриджа, и разобрали бо́льшую часть замка на строительный камень. Антикварный и туристический интерес к ныне разрушенному замку возник в XVIII—XIX веках. Часовня замка была отремонтирована в 1779 году и стала музеем диковинок с вновь обнаруженными в 1844 году фресками и редкими свинцовыми антропоморфными гробами середины XVII века. В 1915 году замок Фарли-Хангерфорд перешёл в собственность государства, и управление по поддержанию исторических сооружений начало реставрационные работы. В настоящее время он принадлежит фонду «Английское наследие» и является туристической достопримечательностью. Замок внесён в список памятников архитектуры первой категории и памятников древности.